# Dunaújváros
Dunaújváros (Dunapentele, 1951–1961 Sztálinváros, in italiano: Città nuova sul Danubio) è una città dell'Ungheria di 49.183 abitanti (dati 2008) con circondario urbano autonomo situata nella contea di Fejér lungo il Danubio.

## Storia
Dunaújváros è una delle città più nuove dell'Ungheria, essendo stata fondata negli anni cinquanta durante l'industrializzazione del paese sotto il regime comunista, nei pressi del già esistente villaggio di Dunapentele.

### Storia di Dunapentele
La zona era abitata fin dall'antichità. Durante l'Impero Romano faceva parte della Provincia di Pannonia. Nei suoi pressi si trovava il castrum romano di Intercisa, dell'epoca dei Flavi, che con il tempo andò sviluppandosi in piccola città.
Gli Ungheresi conquistarono la città nel X secolo chiamandola Pentele, dal nome del santo greco Pantaleone di Nicomedia.
Tra il 1541 e il 1688 faceva parte dell'Impero ottomano e venne completamente distrutta.
Il borgo tornò a prosperare all'inizio del XVIII secolo. Nel 1830 c'erano due mercati ogni giorno, ma l'anno successivo scoppiò un'epidemia di colera. 
Nel 1833 ottenne lo status di città dal Re Ferdinando V e partecipò alla rivolta del 1848.

### Costruzione della città
Alla fine della seconda guerra mondiale il nuovo governo insediatosi programmò un'intensa industrializzazione del paese, e nel 1949 la zona fu scelta per la costruzione di fabbriche per la lavorazione di ferro e acciaio. In origine, doveva sorgere nei pressi di Mohács, ma il peggioramento dei rapporti con la Jugoslavia fece sì che la sede della nuova città fosse lontana dal confine. 

Nei progetti doveva avere 25.000 abitanti. La costruzione iniziò il 2 maggio 1950. In un anno furono terminati 1.000 alloggi e il 4 aprile 1952 venne chiamata  Sztálinváros, città di Stalin. Le fabbriche entrarono in funzione nel 1954, quando la città contava già 27.772 residenti e si organizzavano trasporti pubblici e scuole. 

Nel 1956 ci fu un terremoto e, ad ottobre, la Rivoluzione ungherese. Con la rivoluzione la città riprese l'antico nome Dunapentele, ma il 7 novembre 1956 venne occupata dai carri armati sovietici e fu instaurata la legge marziale. In seguito ridivenne una città commerciale visitata, tra gli altri, dal cosmonauta sovietico Gagarin e dal presidente dell'Indonesia Sukarno. 

Il 26 novembre 1961 cambiò nome in Dunaújváros, che significa nuova città sul Danubio. Il complesso industriale Dunaferr è ancora oggi in attività.

## Società

### Evoluzione demografica
- 1949 abitanti 3.949
- 1960 abitanti 30.976
- 1970 abitanti 45.129
- 1980 abitanti 60.736
- 1990 abitanti 59.028
- 2001 abitanti 55.309
- 2008 abitanti 49.183

Dal punto di vista etnico, il 92,5% sono ungheresi, lo 0,6% rom, lo 0,6 tedeschi e il 6,3% altre etnie.

## Amministrazione

### Gemellaggi
- Elbasan
- Linz
- Silistra
- Villejuif
- Terni
- Giurgiu
- Sremska Mitrovica
- İnegöl
- Alchevsk

Dunaújváros è membro del gemellaggio internazionale "Neustadt in Europa", che riunisce 36 città e comuni che portano nel nome la dicitura Neustadt ("città nuova").

## Galleria d'immagini

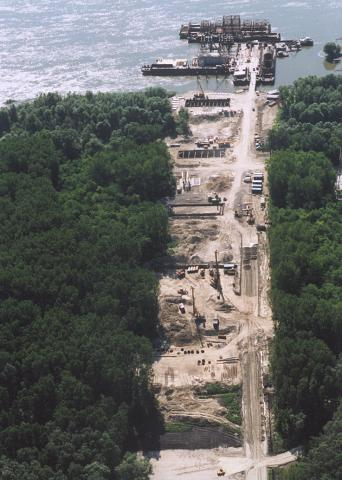
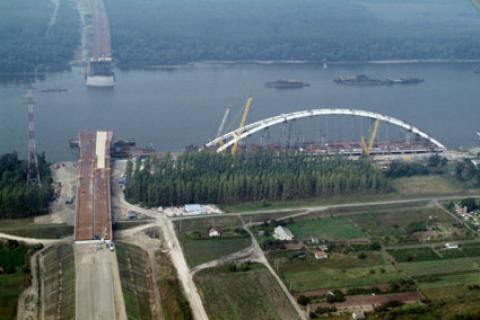
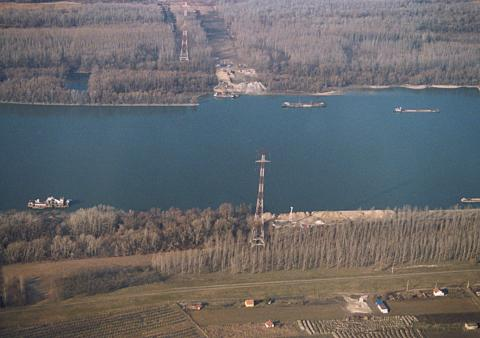
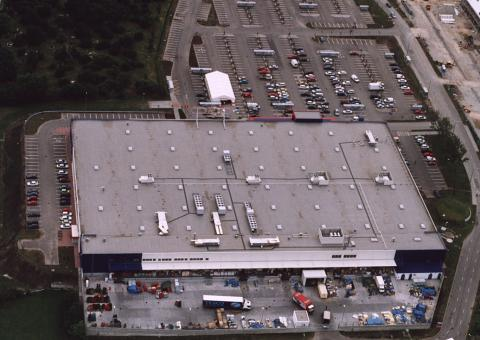